# Maurizio Testa

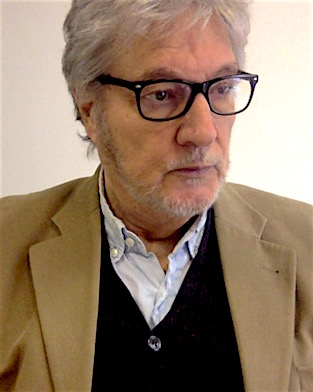
Maurizio Testa

Maurizio Testa (Roma, 27 settembre 1954) è un giornalista e scrittore italiano.

## Biografia
Inizia la sua carriera giornalistica nei quotidiani nel 1975 presso Il Giornale d'Italia, collaborando a Il Telegrafo e negli anni successivi al Giornale di Sicilia e a La Repubblica. Nel 1978 passa alla stampa periodica diventando redattore e poi direttore responsabile (1986) dei mensili dell'editrice Edigamma Caravaning e Amici Miei (1987). Nel 1991 è direttore editoriale della casa editrice Edimedia di Roma che pubblica, tra gli altri, i mensili Granturismo, Salute Più e l'annuario Festival Jazz Estate.
Nel 1994 scrive il suo primo romanzo Maigret e il caso Simenon, poi tradotto in francese e in tedesco.
Nel 1997 ha ideato per l'Estate romana la manifestazione Giallo Estate dedicata ai grandi autori del giallo e ai loro protagonisti, con all'attivo sei edizioni, fino al 2002.
Continua a scrivere libri di narrativa con riferimento a Georges Simenon e ai suoi personaggi e un thriller sotto lo pseudonimo di Gregory K. Garrison.
Nel 1997 diventa direttore editoriale del web-network Axnet e direttore nel 1998 di uno dei primi quotidiani italiani on-line News Ore 13 fino al 2003. L'anno successivo fonda Il Falcone Maltese, primo magazine italiano d'informazione sul giallo nella letteratura, nel cinema, alla televisione, nell'home video, su internet di cui è anche direttore. Al magazine si affiancano anche il sito internet e l'annuario NoirBook 2006 e NoirBook 2007.
Nel 2007 fonda il quotidiano on-line Rinnovabili di cui è direttore editoriale fino al 2010, anno in cui esordisce con il blog Simenon-Simenon, aggiornato quasi quotidianamente da novembre 2010 a maggio 2015 e dedicato esclusivamente allo scrittore belga. Da febbraio 2016 il blog è di nuovo on line in una versione rinnovata con post quotidiani in italiano, in francese e in inglese e nello stesso anno diventa il blog del sito ufficiale di Georges Simenon ideato dal figlio dello scrittore John Simenon.
Dal 2013 è direttore Comunicazione e Immagine dell'azienda Theles.
Dal 2022 è direttore responsabile della redazione e servizi informativi di RadioK55.

## Opere
- Maigret e il caso Simenon, Roma: Biblioteca del Vascello, 1994 ISBN 88-7227-913-5
- Maigret et l'affaire Simenon, Marseille: Via Valeriano, 2000 ISBN 2-908144-41-7
- L'uomo che voleva essere Maigret, Roma: Edizioni Robin, 2000 ISBN 88-86312-47-4
- Poker d'assi, Roma: Interpromo A.C., 2000
- Maigret und der Fall Simenon, Salzuburg-Wien-Frankfurt: Residenz Verlag, 2001 ISBN 3-7017-1228-X
- Adieu Simenon, Roma: Edizioni Robin, 2002 ISBN 88-86312-97-0
- Chez Maigret, Roma: Elleu Multimedia, 2003 ISBN 88-7476-015-9
- DAG Dizionario Atipico del Giallo 2009, Roma: Banda Larga/Cooper, 2009 ISBN 978-88-7394-118-7
- DAG Dizionario Atipico del Giallo 2010, Roma: Banda Larga/Cooper, 2010 ISBN 978-88-7394-140-8
- Maigret e il caso Simenon, Roma Biblioteca del Vascello, 2013 ISBN 978-8867402847
- Maigret e il caso Simenon, (30° anniversario dalla prima edizione) Napoli, Homo Scrivens 2024 ISBN 9788832783674

### Romanzi come Gregory K. Garrison
- Appuntamento Fatale, Roma: Robin/BdV, 2004 ISBN 88-7371-054-9

### Altri scritti
- La Morte arriva al piano terra, racconto nell'antologia Sette colli in nero - Milano: Alacran Edizioni, 2006 ISBN 88-89603-34-8
- Il caso fiction-tv, in Luoghi e non luoghi del romanzo nero contemporaneo (saggio per il convegno universitario Roma Noir 2007 a La Sapienza), Roma: Edizioni Robin, 2007 ISBN 978-88-7371-385-2
- Simenon-Simenon, Quand une biographie se construit en ligne in "Francofonia n.75 - Studi e ricerche sulle letterature francesi": Simenon et l'Italie - (Dipartimento LILEC-Università di Bologna), Firenze: Olschki Editore 2018 ISBN 978-88-2226618-7
- Georges Simenon : Quanti tipi di scrittura e in quale stile? in Simenon e le immagini, cinema illustrazione, fumetto - a cura  di Roberto Chiesi - Milano: Mimesis Edizioni/Cinema, 2024, ISBN 979-12-2231-624-6, ISSN 2420-9570 (WC · ACNP)

## Manifestazioni
A Roma, per conto dell'Assessore alla Cultura del comune di Roma, nell'ambito dell'Estate romana ha ideato e progettato Giallo Estate con le seguenti esposizioni:
- 1997 - Maigret e Georges Simenon
- 1998 - Nero Wolfe e Rex Stout
- 1999 - Sherlock Holmes e Conan Doyle
- 2000 - Poirot, Miss Marple e Agatha Christie
- 2001 - Hard Boiled School: Hammett & Chandler
- 2002 - Il Noir… e la storia continua
- 1999 - Ideatore e giurato del premio letterario Giallo Estate in collaborazione con il Giallo Mondadori, presidente della giuria: Laura Grimaldi
- 2003 - Ideatore del progetto per la manifestazione sui 100 anni dalla nascita di Georges Simenon per conto dell'Assessorato alla Cultura del Comune di Roma
- 2024 - Relatore del Focus su Georges Simenon all'Università Ca' Foscari di Venezia Olivier, con il professor Serge Bivort (Dipartimento di Studi Linguistici e Culturali Comparati) - (22/03/24)(https://www.unive.it/data/agenda/5/85449)
- 2024 - Relatore in Relazioni tossiche di genere tra letteratura, diritto penale e psichiatria: i romanzi di Georges Simenon (https://www.m9museum.it/eventi/relazioni-tossiche-di-genere-letteratura-diritto-penale-psichiatria-simenon-18ottobre/)- a cura della Commissione Cultura della Camera Penale Veneziana - c/o Business Center M9 Museo del '900 - Venezia Mestre (18/10/24)

## Attività su internet
- 1997-2003 - Axnet, portale di siti web di Ax Digital Systems, come direttore editoriale
- 1998-2003 - News Ore 13, quotidiano on-line, come direttore responsabile
- 2004-2007 - Falcone on line, sito del magazine Il Falcone Maltese, come direttore responsabile
- 2007-2010 - Rinnovabili, quotidiano on-line sulle fonti rinnovabili d'energia, come direttore editoriale
- dal 2010 al 2015 - Simenon-Simenon, www.simenon-simenon.com , blog d'informazione quotidiana dedicata esclusivamente allo scrittore Georges Simenon, come ideatore e autore
- dal 2015 al 2021 - Simenon-Simenon, www.simenon-simenon.com  diventa internazionale pubblicando post in italiano, in francese e in inglese